# Carlos Perigo
Carlos Périgo (La Plata, Provincia de Buenos Aires; 11 de octubre de 1962) es un cantante de heavy metal argentino conocido por haber sido vocalista de bandas como Heinkel, Rata Blanca y Horcas. Actualmente es cantante y líder del grupo musical Máquina Mágica.

## Carrera

### Horcas, Rata Blanca y otros proyectos
Fue integrante del grupo Horcas durante su primera formación junto al ex-V8 Osvaldo Civile en guitarras, Gabriel Gonzales en batería y Marcelo Peruzo en el bajo. Sin embargo no duró mucho en la banda y fue reemplazado. Luego de un tiempo pasó a ser parte de Rata Blanca, la banda de los también ex-V8 Gustavo Rowek y Walter Giardino. Con esta banda sólo hizo una presentación en el Teatro Fénix de Flores en enero de 1988. Fue despedido como resultado de la inconformidad de Giardino, al entender que el estilo vocal de Périgo se distanciaba de lo que Rata Blanca venía desarrollando para esos años. De su estancia en la banda se registra la coautoría junto a Giardino de la canción «Un camino nuevo» luego renombrado «Días duros» y posteriormente grabado en el segundo álbum de Rata Blanca; Magos, espadas y rosas. Es reemplazado por Shito Molina en Rata Blanca. Posterior a esto formó Heinkel junto a Javier Cuevas en guitarra (luego en Jeriko) y Claudio Strunz (posterior Hermética). Por esta banda también pasaría Beto Ceriotti (bajista de Almafuerte). Su próximo proyecto sería Wizard el cual envolvería a Marcelo Castro (posterior baterista de A.N.I.M.A.L.) y Fabian Celeiro en bajo. Luego de la salida de Marcelo Castro audicionan para encontrar dos nuevos miembros y comenzar un nuevo proyecto.

### Predador
Finalmente en abril de 1999 entran Andrés Díaz en guitarra, y Juan Castro en batería para complementar a Perigo y Celeiro en lo que ahora sería Predador. El debut se llevó a cabo en el Teatro del Pueblo en el mes de septiembre de 1999 en la ciudad de La Plata, luego realizaron otras presentaciones en lugares como: Teatro del Plata, Blue Velvet, Teatro Don Bosco (Bernal), Teatro El Colonial (Avellaneda), Cemento y El Hangar (Capital federal), en las localidades de 25 de Mayo y Ranchos. Más adelante Celeiro sería reemplazado por Marcos Lowi. El sábado 15 de noviembre de 2003 el grupo musical presenta su primer álbum titulado Devastación en el Teatro Costamagna de La Plata (Buenos Aires). En el 2009 editan su segundo álbum de estudio Gritos de libertad, que fue grabado en los estudios El Pie.

## Discografía

### Con Heinkel
- Demo (1988)

### Con Predador
- Devastación  (2003)
- Gritos de libertad  (2009)